# Marcusenius friteli
Marcusenius friteli är en fiskart som först beskrevs av Pellegrin, 1904.  Marcusenius friteli ingår i släktet Marcusenius och familjen Mormyridae. IUCN kategoriserar arten globalt som livskraftig. Inga underarter finns listade i Catalogue of Life.